# Oedothorax mongolensis
Oedothorax mongolensis là một loài nhện trong họ Linyphiidae.
Loài này thuộc chi Oedothorax. Oedothorax mongolensis được miêu tả năm 1987 bởi Heimer.